# Konstantin Sawenkow
Konstantin Sergejewitsch Sawenkow (kasachisch Константин Сергеевич Савенков; * 25. März 1990 in Ust-Kamenogorsk, Kasachische SSR) ist ein kasachischer Eishockeyspieler, der seit Juli 2017 bei Rubin Tjumen aus der Wysschaja Hockey-Liga unter Vertrag steht.

## Karriere
Konstantin Sawenkow begann seine Karriere als Eishockeyspieler in seiner Heimatstadt in der Nachwuchsabteilung von Kaszink-Torpedo Ust-Kamenogorsk. Von dort wechselte er zum HK Awangard Omsk, für dessen zweite Mannschaft er von 2006 bis 2008 in der Perwaja Liga, der dritten russischen Spielklasse, aktiv war. Im Laufe der Saison 2007/08 kehrte der Flügelspieler nach Ust-Kamenogorsk zurück und verbrachte den Rest der Spielzeit bei dessen zweiter Mannschaft ebenfalls in der Perwaja Liga. Von 2008 bis 2014 lief er für die Profimannschaft von Kaszink-Torpedo in der zweiten russischen Spielklasse, der Wysschaja Liga, auf, die seit der Spielzeit Saison 2010/11 Wysschaja Hockey-Liga heißt. Zwischenzeitlich absolvierte er aber auch drei Spiele für Barys Astana in der Kontinentalen Hockey-Liga. Nachdem er die Spielzeit 2014/15 beim kasachischen Ligakonkurrenten HK Saryarka Karaganda verbracht hatte, wechselte er 2015 zurück in seine Geburtsstadt.

### International
Für Kasachstan nahm Sawenkow im Juniorenbereich an der U18-Junioren-Weltmeisterschaft der Division I 2008, den U20-Junioren-Weltmeisterschaften 2008 und 2009 sowie der U20-Junioren-Weltmeisterschaft der Division I 2010 teil. Im Seniorenbereich stand er erstmals bei der Weltmeisterschaft 2012 im Aufgebot seines Landes. Bei der WM 2013 gelang ihm mit der kasachischen Mannschaft der Sieg in der Gruppe A der Division I und damit die direkte Rückkehr in die Top-Division. Auch 2015 gewann er mit den Kasachen die A-Gruppe der Division I. Zudem vertrat er seine Farben bei der Qualifikation für die Olympischen Winterspiele in Sotschi 2014.

## Erfolge und Auszeichnungen
- 2013 Aufstieg in die Top-Division bei der Weltmeisterschaft der Division I, Gruppe A
- 2015 Aufstieg in die Top-Division bei der Weltmeisterschaft der Division I, Gruppe A
- 2017 Goldmedaille bei den Winter-Asienspielen
- 2017 Topscorer der Winter-Asienspiele
- 2017 Bester Torschütze der Winter-Asienspiele
- 2019 Gewinn des IIHF Continental Cups mit dem HK Arlan Kökschetau